# Lagrime del popolo
Lagrime del popolo è un film muto italiano del 1918 diretto da Mario Roncoroni.
Il film è diviso in due parti :
- La marea che sale;
- La Mendicante di via del Tempio.